# Cui Peng
Dans ce nom chinois, le nom de famille, Cui, précède le nom personnel.
Cui Peng (chinois : 崔鹏 , pinyin Cuī Péng) est un footballeur chinois qui joue actuellement pour Shijiazhuang Ever Bright. Il a marqué son  deuxième but avec une frappe de 30 mètres contre Al-Ittihad (Jeddah) après une défaite de 7-2 pour le championnat Asiatique 2005.

## Carrière

### Shandong Luneng Taishan
Il gagne son premier match avec son équipe le 9 mars 2005 pour la Ligue des Champions de l'AFC contre Yokohama F. Marinos.

### Équipe nationale
Il a été appelé en équipe nationale en 2007. Faisant partie de l'équipe olympique 2008 hommes.
Il a joué chacun des trois matchs du championnat.